# Famille Harouard de Suarez d'Aulan
La famille Harouard de Suarez d'Aulan  (Harouard jusqu'en 1814 puis Harouard d'Aulan jusqu'en 1853), est une famille d'ancienne bourgeoisie originaire de Paris. Par alliance en 1926 avec Anne Marie Yolande Kunkelmann, héritière de Piper-Heidsieck, elle a possédé et dirigé jusqu'en 1988 cette maison de Champagne.
Cette famille a relevé le nom de la famille noble d'origine espagnole de Suarez d'Aulan, éteinte,  avec laquelle elle s'est alliée et dont elle descend en ligne féminine.

## Histoire
La famille Harouard appartient au XVIIe siècle à l'ancienne bourgeoisie parisienne. Plusieurs de ses membres firent enregistrer leurs armes à l'Armorial général de France de 1696.
Sa filiation est donnée depuis Guillaume Harouard, mouleur de bois, qui épouse en 1695 Marie-Anne Adam.
Marie-Louis Étienne Harouard fut autorisé à modifier son nom en Harouard d'Aulan par ordonnance du 18 octobre 1814, puis en Harouard de Suarez d'Aulan par décret impérial du 23 octobre 1853.

## Filiation
Guillaume Harouard, mouleur de bois à Paris, épousa en 1695 Marie-Anne Adam dont il eut André-Guillaume, qui suit.
André-Guillaume Harouard, officier-juré crieur et bourgeois de Paris, né à Paris, en 1707, épousa Marie-Thérèse Guilloré, dont Jean-Joseph Valléry, qui suit.
Jean-Joseph-Valléry Harouard, né à Paris le 11 février 1756, acquit en 1785, une charge de trésorier-receveur des émoluments du sceau de la chancellerie du Palais à Paris. Il fut maire de Saint-Julien-du-Sault (Yonne) en 1793. Il se maria deux fois: 1° à Mademoiselle de Cassaux, sans postérité, puis 2° en 1796 à Marie-Suzanne-Joséphine-Régis Suarez d'Aulan, fille de Denis-François-Marie Suarez, dit « le marquis d'Aulan », enseigne des galères, et de Suzanne-Jeanne Harouard du Beignon, dont Marie-Louis-Etienne, qui suit.
Marie-Louis-Etienne Harouard puis Harouard de Suarez d'Aulan (né à Saint-Julien-du-Sault le 26 juillet 1804 et mort à Paris le 20 août 1878), conseiller général de la Drôme. Il épousa, à Paris le 18 novembre 1881, Marie-Angélique-Philippine Camet de la Bonnardière, fille du baron Camet de la Bonnardière, maire de Paris, et de Mlle du Tremblay de Saint-Yon, dont il eut trois fils :
- l'aîné, Jean-Marie-Arthur (né en 1833) – qui suit ;
- le cadet, Marie-Charles-Henri (1839-1870), capitaine de dragons et marié à Valérie-Jeanne-Françoise Philpin de Piépape, dont il eut un fils, Marie-Louis-Laurent-Robert, marié en 1896 à Marie-Clotilde de Chastenet de Puységur ;
- le benjamin : Marie-François-Charles, ancien secrétaire d'ambassade (né en 1844), marié en 1885, à Charlotte de Rémont de Montmort[2].

Jean-Marie-Arthur Harouard de Suarez d'Aulan (1833-1915), officier de cavalerie, écuyer de Napoléon III (1868), conseiller général de la Drôme et député de la Drôme, épousa en 1860 Octavie de Larderel, puis se remaria en 1886 avec Norma Christmas (1853-1933), une Américaine. Il eut quatre enfants du 1er mariage et deux enfants du 2e mariage : 
- (1) Louise-Marie-Pauline (1861-1928), épouse de Pracomtal ;
- (1) François (1864-1910) – qui suit ;
- (1) Henry (1865-1938), marié à Suzanne de Gaudemaris (1877-1924) ;
- (1) Paola (1869-1929), épouse Le Bègue de Germiny ;
- (2) Marie (1887-1980) ;
- (2) Ysabeau (1892-1980), épouse Trevredyn-Tait.

Frédéric-Marie-Philippe-Jérôme-François Guenin Harouard de Suarez d'Aulan (1864-1910), lieutenant de cavalerie, député de la Drôme de 1898 à 1902 et son épouse Madeleine-Charlotte-Henriette-Marie-Madeleine de Geoffre de Chabrignac (1878-1973) – marié le 16 juin 1898 –, sont les parents de l'aviateur, résistant et homme d'affaires Jean d'Aulan.
Jean d'Aulan, pilote, sportif, homme d'affaires et résistant, tué en combat aérien en 1944, épouse en 1926 Yolande Kunkelmann (1904-1980), héritière des champagnes Piper-Heidsieck, d'où quatre enfants.

## Liens de filiation entre les personnalités
- Guillaume Harouard, mouleur de bois, marié en 1695 à Marie-Anne Adam.
  - André-Guillaume Harouard (né en 1707), officier-juré crieur et bourgeois de Paris, marié à Marie-Thérèse Guilloré.
    - Jean-Joseph-Valléry Harouard (né en 1756), trésorier-receveur des émoluments du sceau de la chancellerie du Palais à Paris en 1785, marié en 1796, à Marie-Suzanne-Joséphine-Régis Suarez d'Aulan (1766-1811).
      - Louis Harouard de Suarez d'Aulan (1804-1878), conseiller général de la Drôme, marié  en 1831 à Angélique-Philippine Camet de la Bonnardière (1813-1881).
        - Arthur Harouard de Suarez d'Aulan (1833-1915), militaire, conseiller général (1874-1880) et député (1876-1878) de la Drôme, marié en 1860 à Octavie de Larderel, d'où quatre enfants dont François, qui suit, et Henri.
          - François Harouard de Suarez d'Aulan (1864-1910), conseiller général de la Seine (1904-1910), député de la Drôme (1898-1902), marié à Madeleine de Geoffre de Chabrignac, dont Mireille et Jean, qui suit.
            - Jean Harouard de Suarez d'Aulan dit Jean d'Aulan (1900-1944), président de la Société des vins de Champagne Piper-Heidsieck de 1928 à 1943, marié en 1926 à Yolande Kunkelmann (1904-1980), d'où quatre enfants dont François, qui suit.
              - François Harouard de Suarez d'Aulan (1931), directeur général des champagnes Piper-Heidsieck de 1957 à 1988, marié à Maria Sidonia Czernin von und zu Chudenitz (1940-2007), dont postérité.

          - Henri Harouard de Suarez d'Aulan (1865-1938), marie'en 1900 à Suzanne de Gaudemaris, dont Octavie, Antoine et Charles.
            - Antoine Harouard de Suarez d'Aulan (1906-1986), marié à Clotilde Marie Elisa Roure, dont postérité.
            - Charles Harouard de Suarez d'Aulan (1910-2004), marié en 1933 à Hélène Bonnet, puis en 1949 à Jocelyne de Ponnat, dont postérité.

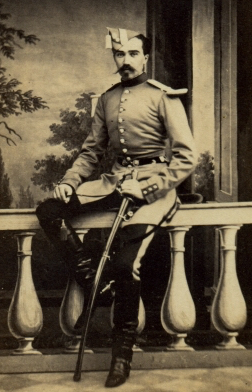
Arthur Harouard de Suarez d'Aulan (1833-1915)
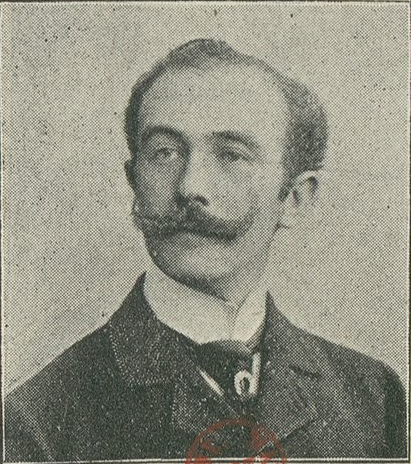
François Harouard de Suarez d'Aulan (1864-1910)
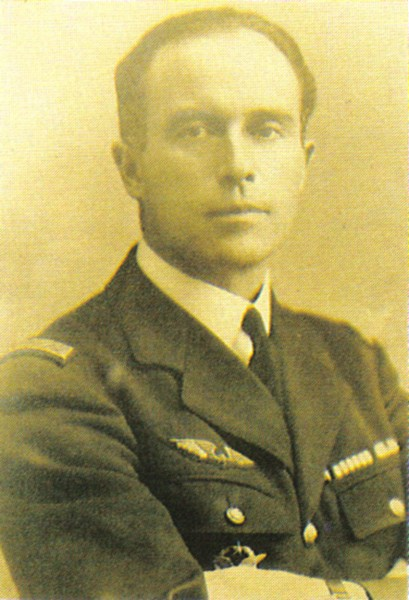
Jean Harouard de Suarez d'Aulan (1900-1944)

## Propriétés
- Château d'Aulan

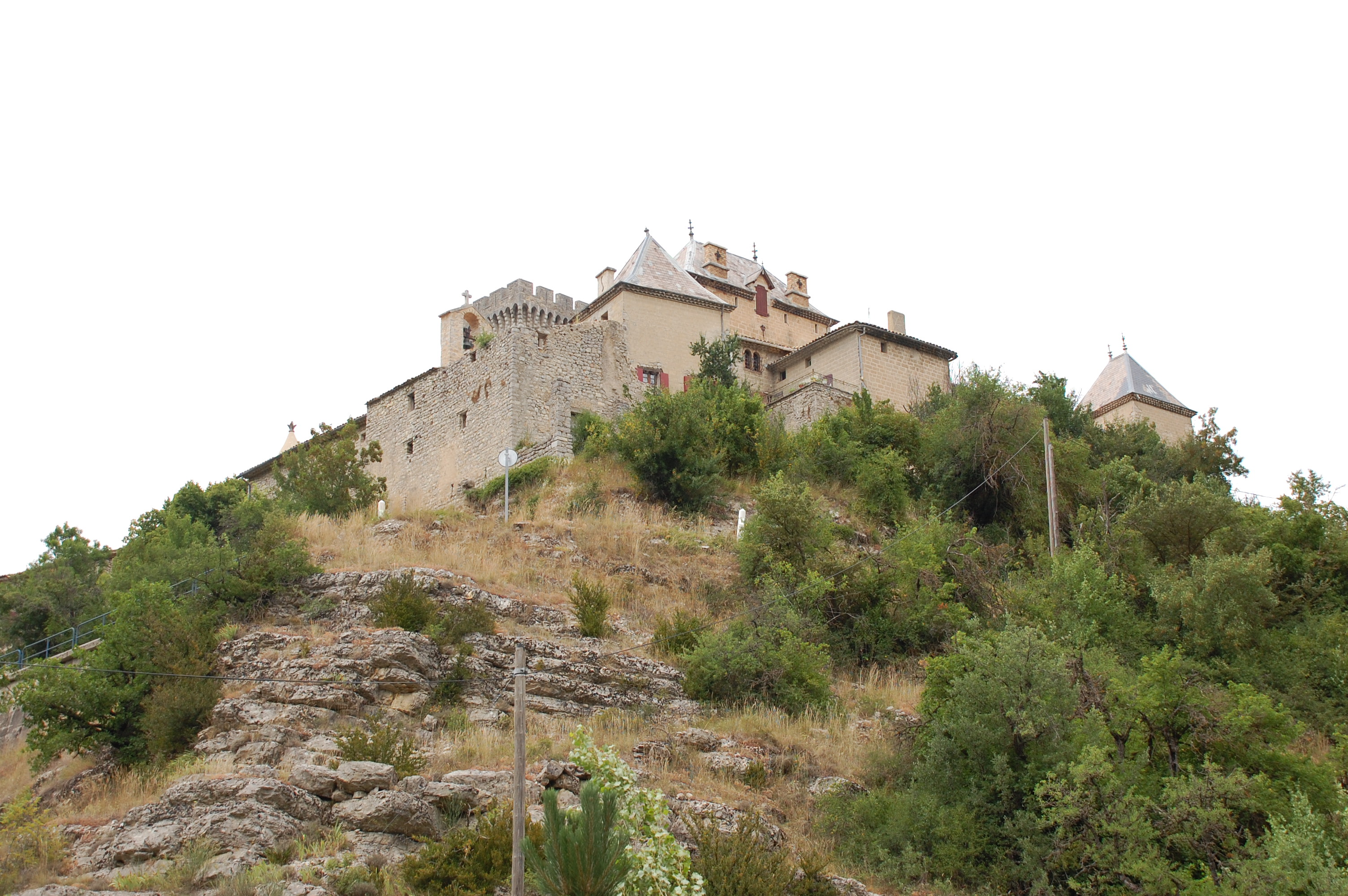
Le château d'Aulan

## Armes
- D'azur, à la tour d'argent maçonnée de sable, surmontée d'une aigle d'or, couronnée à l'antique ces armes qui sont celles de la famille éteinte Suarez d'Aulan, sont prises à partir du XIXe siècle par la famille Harouard de Suarez d'Aulan[2].